# Postplatyptilia flinti
Postplatyptilia flinti là một loài bướm đêm thuộc họ Pterophoridae. Nó được tìm thấy ở Argentina, Brasil và Paraguay. Nó được miêu tả bởi Gielis vào năm 1991
Sải cánh dài khoảng 15 mm. Con trưởng thành bay vào tháng 12.